# Leslie Ward

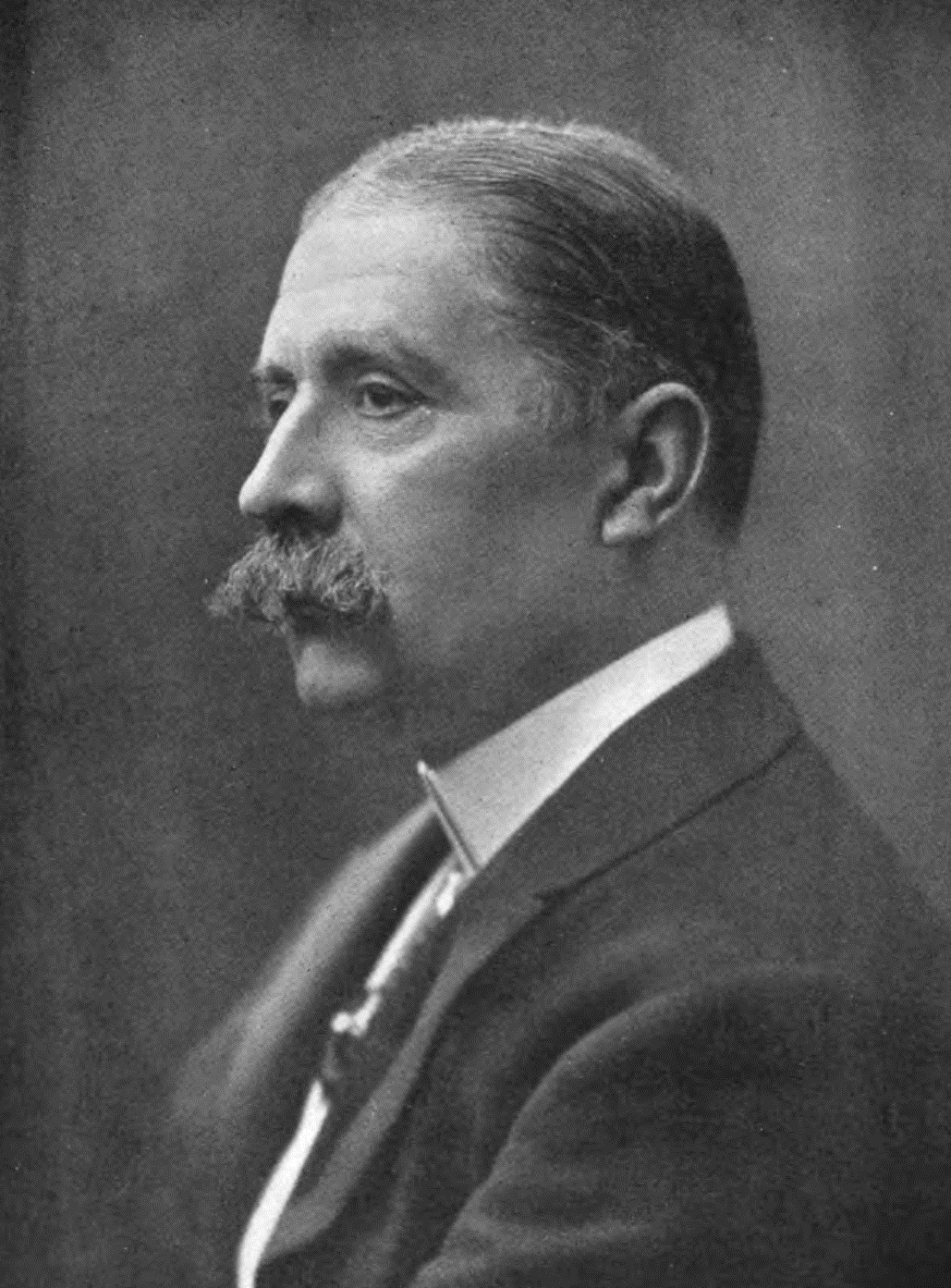
Leslie Ward

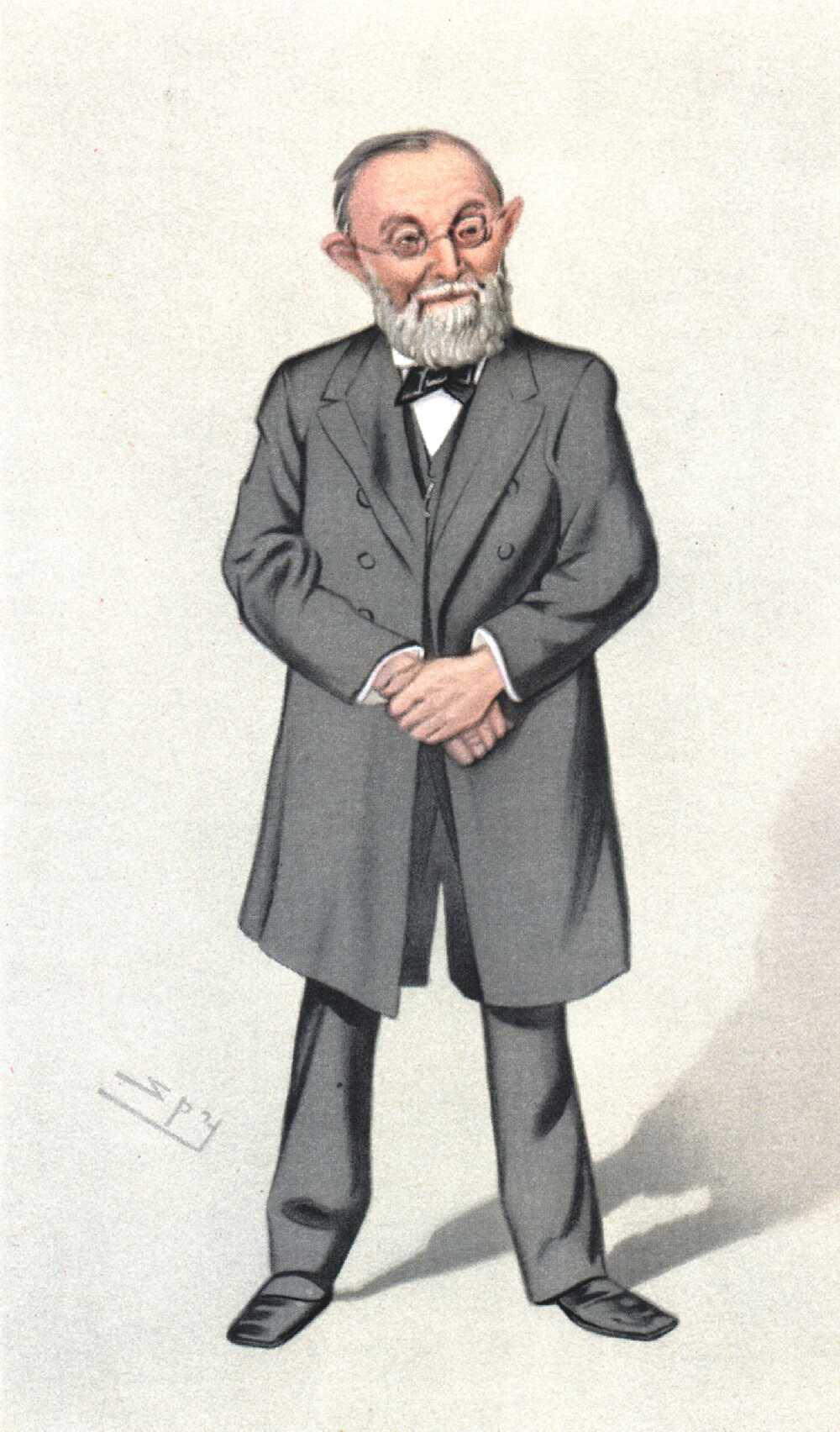
Rudolf-Virchow-Karikatur von Spy aus der Vanity Fair

Sir Leslie Matthew Ward (* 21. November 1851; † 15. Mai 1922; Pseudonym: Spy) war ein britischer Karikaturist und Maler.

## Leben und Arbeit
Ward wurde 1851 als Sohn des Künstlers Edward Matthew Ward und seiner Ehefrau Henrietta Ward geboren. Sein Urgroßvater mütterlicherseits war der Maler James Ward.
Entgegen den Wünschen seiner Eltern, die den Sohn für eine Karriere als Architekt vorgesehen hatten, begann Ward im Jahr 1873 unter dem Pseudonym Spy als Maler und Zeichner für die populäre britische Zeitschrift Vanity Fair zu arbeiten. Für diese produzierte er über einen Zeitraum von gut vierzig Jahren mehr als eintausend Karikaturen und colorierte Porträtbilder von Persönlichkeiten des öffentlichen Lebens, insbesondere von Politikern. Wards Bilder erfreuten sich bei der Leserschaft von Vanity Fair enormer Popularität und brachten ihm schließlich das beträchtliche Honorar von 300 bis 400 Pfund pro eingereichter Zeichnung. Als ein wesentlicher Bestandteil jeder Ausgabe von Vanity Fair gaben Wards Zeichnungen aufgrund ihres hohen stilistisch-optischen Wiedererkennungswertes der Zeitschrift bald ihr charakteristisches „Gesicht“.
Zu den berühmten von Ward abgebildeten Persönlichkeiten zählten unter anderem Herbert Henry Asquith, Winston Churchill, Reginald McKenna und George Bernard Shaw. Sein Werk wurde in einer Ausstellung an der Royal Society of Portrait Painters gewürdigt.